# Leichtathletik-Balkan-Meisterschaften 2023
Die 76. Leichtathletik-Balkan-Meisterschaften fanden vom 22. bis zum 23. Juli 2023 im serbischen Kraljevo statt, das damit erstmals Ausrichter der Balkan-Meisterschaften war.

## Ergebnisse Männer

### 100 m
| Platz | Athlet                | Land | Zeit (s) |
| ----- | --------------------- | ---- | -------- |
| 1     | Markus Fuchs          | AUT  | 10,40    |
| 2     | Andrij Wassyljew      | UKR  | 10,44    |
| 3     | Ioannis Nyfandopoulos | GRC  | 10,44    |
| 4     | Aleksa Kijanović      | SRB  | 10,53    |
| 5     | Ertan Özkan           | TUR  | 10,54    |
| 6     | Christo Iliew         | BUL  | 10,65    |
| 7     | Mustafa Kemal Ay      | TUR  | 10,66    |
| 8     | Stavros Avgoustinou   | CYP  | 10,71    |

Finale: 22. Juli
Wind: −0,3 m/s

### 200 m
| Platz | Athlet              | Land | Zeit (s) |
| ----- | ------------------- | ---- | -------- |
| 1     | Ramil Guliyev       | TUR  | 20,69    |
| 2     | Ioannis Kariofyllis | GRC  | 20,70    |
| 3     | Boško Kijanović     | SRB  | 20,87    |
| 4     | Mindia Endeladse    | GEO  | 20,94    |
| 5     | Batuhan Altıntaş    | TUR  | 20,97    |
| 6     | Roko Farkaš         | CRO  | 21,07    |
| 7     | Marian Tănase       | ROU  | 21,14    |
| 8     | Andrej Skočir       | SVN  | 21,29    |

23. Juli
Zusammenfassung der besten acht aus den drei Zeitläufen. Der Wind war in allen Rennen regelkonform.

### 400 m
| Platz | Athlet              | Land | Zeit (s) |
| ----- | ------------------- | ---- | -------- |
| 1     | Oleksandr Pohorilko | UKR  | 45,36 CR |
| 2     | Boško Kijanović     | SRB  | 45,50 PB |
| 3     | Rok Ferlan          | SVN  | 45,83 PB |
| 4     | Mihai Dringo        | ROU  | 46,11    |
| 5     | Danylo Danylenko    | UKR  | 46,37    |
| 6     | Lovro Mesec Košir   | SVN  | 46,68    |
| 7     | Franko Burraj       | ALB  | 46,79    |
| 8     | Marko Orešković     | CRO  | 47,02    |

22. Juli
Zusammenfassung der besten acht aus den zwei Zeitläufen.

### 800 m
| Platz | Athlet               | Land | Zeit (min) |
| ----- | -------------------- | ---- | ---------- |
| 1     | Salih Teksöz         | TUR  | 1:47,95    |
| 2     | Marino Bloudek       | CRO  | 1:48,56    |
| 3     | Jan Vukovič          | SVN  | 1:48,69    |
| 4     | Abedin Mujezinović   | BIH  | 1:48,88    |
| 5     | Charidimos Xenidakis | GRC  | 1:48,96    |
| 6     | Georgios Matzaridis  | GRC  | 1:50,36    |
| 7     | Adrian Iordan        | MDA  | 1:50,73 PB |
| 8     | Cristian Voicu       | ROU  | 1:50,77    |

23. Juli
Zusammenfassung der besten acht aus den zwei Zeitläufen.

### 1500 m
| Platz | Athlet            | Land | Zeit (min) |
| ----- | ----------------- | ---- | ---------- |
| 1     | Raphael Pallitsch | AUT  | 3:43,74    |
| 2     | Marcel Tobler     | AUT  | 3:44,01    |
| 3     | Nicolae Coman     | ROU  | 3:45,64    |
| 4     | Utku Göler        | TUR  | 3:47,15    |
| 5     | Leonid Vandevski  | MKD  | 4:00,26    |
| 6     | Wanja Sargsjan    | ARM  | 4:13,00    |

22. Juli

### 3000 m
| Platz | Athlet         | Land | Zeit (min) |
| ----- | -------------- | ---- | ---------- |
| 1     | Elzan Bibić    | SRB  | 8:11,42 CR |
| 2     | Sebastian Frey | AUT  | 8:27,99    |
| 3     | Uroš Gutić     | BIH  | 8:41,38    |
| 4     | Simon Spiteri  | MLT  | 8:44,46    |
| 5     | Iwan Andreew   | BUL  | 8:47,59    |
| 6     | Wanja Sargsjan | ARM  | 9:33,05    |

23. Juli

### 5000 m
| Platz | Athlet            | Land | Zeit (min)  |
| ----- | ----------------- | ---- | ----------- |
| 1     | Sebastian Frey    | AUT  | 14:01,97    |
| 2     | Ramazan Baştuğ    | TUR  | 14:11,20    |
| 3     | Dino Bošnjak      | CRO  | 14:26,00    |
| 4     | Marios Anagnostou | GRC  | 14:38,27    |
| 5     | Luke Micallef     | MLT  | 14:38,66    |
| 6     | Uroš Gutić        | BIH  | 14:44,22 PB |
| 7     | Simon Spiteri     | MLT  | 15:18,70    |

22. Juli

### 110 m Hürden
| Platz | Athlet                  | Land | Zeit (s) |
| ----- | ----------------------- | ---- | -------- |
| 1     | Milan Traikovits        | CYP  | 13,28 CR |
| 2     | Mikdat Sevler           | TUR  | 13,46    |
| 3     | Alin Anton              | ROU  | 13,60    |
| 4     | Filip Jakob Demšar      | SVN  | 13,76    |
| 5     | Konstandinos Douvalidis | GRC  | 13,86    |
| 6     | Oleh Kukota             | UKR  | 13,92 PB |
| 7     | Lukas Cik               | CRO  | 13,95 PB |
| 8     | Stanislaw Stankow       | BUL  | 13,97    |

23. Juli
Zusammenfassung der besten acht aus den zwei Zeitläufen. Der Wind war in beiden Läufen regelkonform

### 400 m Hürden
| Platz | Athlet                  | Land | Zeit (s) |
| ----- | ----------------------- | ---- | -------- |
| 1     | Yasmani Copello         | TUR  | 48,71 CR |
| 2     | Berke Akçam             | TUR  | 48,97    |
| 3     | Nikola Kostić           | SRB  | 50,21    |
| 4     | Dmytro Romanjuk         | UKR  | 50,66    |
| 5     | Omri Shiff              | ISR  | 51,34    |
| 6     | Miloš Marković          | SRB  | 51,43    |
| 7     | Dimitris Levantinos     | GRC  | 52,17    |
| 8     | Niklas Strohmayer-Dangl | AUT  | 52,69    |

22. Juli
Zusammenfassung der besten acht aus zwei Zeitläufen.

### 3000 m Hindernis
| Platz | Athlet           | Land | Zeit (min) |
| ----- | ---------------- | ---- | ---------- |
| 1     | Tobias Rattinger | AUT  | 8:54,23    |
| 2     | Turgay Bayram    | TUR  | 8:55,31    |
| 3     | Ersin Tekal      | TUR  | 8:57,82    |
| 4     | Iwo Balabanow    | BUL  | 9:02,23    |
| 5     | Tomer Mualem     | ISR  | 9:05,65    |
| 6     | Klemen Vilhar    | SVN  | 9:09,31    |
| 7     | Luke Micallef    | MLT  | 9:13,07    |
| 8     | Leonid Vandevski | MKD  | 9:15,12    |

23. Juli

### 4 × 100 m Staffel
| Platz | Land           | Athleten                                                                          | Zeit (s) |
| ----- | -------------- | --------------------------------------------------------------------------------- | -------- |
| 1     | Türkei         | Ertan Özkan Kayhan Özer Batuhan Altıntaş Ramil Guliyev                            | 39,09 CR |
| 2     | Griechenland   | Sotirios Garaganis Ioannis Kariofyllis Ioannis Granitsiotis Ioannis Nyfandopoulos | 39,52    |
| 3     | Rumänien       | Petre Rezmiveș Marian Tănase Alin Anton Cristian Roiban                           | 39,65    |
| 4     | Serbien        | Danilo Majstorović Boško Kijanović Stefan Kaljuš Aleksa Kijanović                 | 40,24    |
| 5     | Israel         | Amit Rutman Thomas Dubnov-Raz Aviv Koffler Eden Sela                              | 40,35    |
| 6     | Slowenien      | Tan Černigoj Jernej Gumilar Andrej Skočir Filip Jakob Demšar                      | 40,70    |
| 7     | Nordmazedonien | Andreas Trajkovski Ognen Stefanovski Mihail Petrov Jovan Stojoski                 | 41,79    |

22. Juli

### 4 × 400 m Staffel
| Platz | Land           | Athleten                                                                  | Zeit (min) |
| ----- | -------------- | ------------------------------------------------------------------------- | ---------- |
| 1     | Ukraine        | Mykyta Barabanow Danylo Danylenko Mykyta Rodtschenkow Oleksandr Pohorilko | 3:06,43    |
| 2     | Slowenien      | Lovro Mesec Košir Jan Vukovič Žan Rudolf Rok Ferlan                       | 3:07,32    |
| 3     | Kroatien       | Lukas Cik Andrej Belčić Hrvoje Čukman Marko Orešković                     | 3:11,47    |
| 4     | Nordmazedonien | Jovan Stojoski Mihail Petrov Ognen Stefanovski Filip Apostolovski         | 3:10,19    |

23. Juli

### Hochsprung
| Platz | Athlet                | Land | Höhe (m) |
| ----- | --------------------- | ---- | -------- |
| 1     | Alperen Acet          | TUR  | 2,28     |
| 2     | Tichomir Iwanow       | BUL  | 2,25     |
| 3     | Slavko Stević         | SRB  | 2,18     |
| 4     | Valentin Androne      | ROU  | 2,14     |
| 5     | Andonis Merlos        | GRC  | 2,14     |
| 6     | Vasilios Konstantinou | CYP  | 2,10     |
| 7     | Lionel Afan Strasser  | AUT  | 2,10     |
| 8     | Wadym Krawtschuk      | UKR  | 2,10     |

22. Juli

### Stabhochsprung
| Platz | Athlet              | Land | Höhe (m) |
| ----- | ------------------- | ---- | -------- |
| 1     | Wladyslaw Malychin  | UKR  | 5,50     |
| 2     | Riccardo Klotz      | AUT  | 5,30     |
| 3     | Ivan Horvat         | CRO  | 5,20     |
| 4     | Oleksandr Onufrijew | UKR  | 5,20     |
| 5     | Ioannis Rizos       | GRC  | 5,10     |
| 6     | Ewgeni Enew         | BUL  | 5,00     |
| 7     | Erdem Tilki         | TUR  | 4,90     |
|       | Ivan Paravac        | CRO  | NMH      |

23. Juli

### Weitsprung
| Platz | Athlet               | Land | Weite (m) |
| ----- | -------------------- | ---- | --------- |
| 1     | Strahinja Jovančević | SRB  | 7,89      |
| 2     | Lazar Anić           | SRB  | 7,78      |
| 3     | Andreas Trajkovski   | MKD  | 7,75      |
| 4     | Marko Čeko           | CRO  | 7,72      |
| 5     | Ishay Ifraimov       | ISR  | 7,69      |
| 6     | Gabriel Bitan        | ROU  | 7,48      |
| 7     | Aviram Shwarzbard    | ISR  | 7,37      |
| 8     | Dino Subašič         | SVN  | 7,35      |

22. Juli

### Dreisprung
| Platz | Athlet               | Land | Weite (m) |
| ----- | -------------------- | ---- | --------- |
| 1     | Necati Er            | TUR  | 16,58     |
| 2     | Dimitris Tsiamis     | GRC  | 16,33 w   |
| 3     | Can Özüpek           | TUR  | 16,18     |
| 4     | Alexis Copello       | AZE  | 16,12     |
| 5     | Georgi Natschew      | BUL  | 15,94 w   |
| 6     | Andreas Pantazis     | GRC  | 15,91     |
| 7     | Endiorass Kingley    | TUR  | 15,84     |
| 8     | Latschesar Waltschew | BUL  | 15,46     |

23. Juli

### Kugelstoßen
| Platz | Athlet                | Land | Weite (m) |
| ----- | --------------------- | ---- | --------- |
| 1     | Mesud Pezer           | BIH  | 20,55     |
| 2     | Asmir Kolašinac       | SRB  | 20,07     |
| 3     | Odysseas Mouzenidis   | GRC  | 19,54     |
| 4     | Ihor Mussijenko       | UKR  | 19,13     |
| 5     | Anastasios Latifllari | GRC  | 18,98     |
| 6     | Giorgi Mudscharidse   | GEO  | 18,21     |
| 7     | Risto Drobnjak        | MNE  | 17,77     |
| 8     | Blaž Zupančič         | SVN  | 17,69     |

22. Juli

### Diskuswurf
| Platz | Athlet             | Land | Weite (m) |
| ----- | ------------------ | ---- | --------- |
| 1     | Martin Marković    | CRO  | 62,32     |
| 2     | Apostolos Parellis | CYP  | 61,88     |
| 3     | Giorgos Koniarakis | CYP  | 60,12     |
| 4     | Ruslan Walitow     | UKR  | 58,45     |
| 5     | Danijel Furtula    | MNE  | 58,41     |
| 6     | Ömer Şahin         | TUR  | 57,13     |
| 7     | Marin Premeru      | CRO  | 56,07     |
| 8     | Osman Kul          | TUR  | 55,58     |

23. Juli

### Hammerwurf
| Platz | Athlet                 | Land | Weite (m) |
| ----- | ---------------------- | ---- | --------- |
| 1     | Christos Frantzeskakis | GRC  | 74,62     |
| 2     | Serghei Marghiev       | MDA  | 73,52     |
| 3     | Özkan Baltacı          | TUR  | 73,34     |
| 4     | Michalis Anastasakis   | GRC  | 73,24     |
| 5     | Hlib Piskunow          | UKR  | 71,99     |
| 6     | Mychajlo Hawryljuk     | UKR  | 71,99     |
| 7     | Walentin Andreew       | BUL  | 70,59     |
| 8     | Alexandros Poursanidis | CYP  | 70,54     |

22. Juli

### Speerwurf
| Platz | Athlet                | Land | Weite (m) |
| ----- | --------------------- | ---- | --------- |
| 1     | Alexandru Novac       | ROU  | 80,57     |
| 2     | Ioannis Kyriazis      | GRC  | 76,54     |
| 3     | Anže Durjava          | SVN  | 72,91     |
| 4     | Mark Slawow           | BUL  | 70,51     |
| 5     | Vedran Samac          | SRB  | 70,23     |
| 6     | Muhammet Raşit        | TUR  | 69,72     |
| 7     | Dumitru Mititelu      | MDA  | 66,29     |
| 8     | Irakli Schorscholiani | GEO  | 63,46     |

23. Juli

### Zehnkampf
| Platz         | Athlet                    | Land | Punkte  |
| ------------- | ------------------------- | ---- | ------- |
| 1             | Fran Bonifačić            | CRO  | 7677    |
| 2             | Angelos-Tzanis Andreoglou | GRC  | 7676 PB |
| 3             | Aris-Nikolaos Peristeris  | GRC  | 7479    |
| 4             | Jaka Hace                 | SVN  | 6977    |
| 5             | Luka Ivičić               | BIH  | 6422 PB |
| 6             | Krum Sachariew            | BUL  | 5046    |
|               | Dragan Pešić              | MNE  | DNF     |
| Darko Pešić   | MNE                       | DNF  |         |
| Elvis Kryukov | CYP                       | DNF  |         |
| Ariel Atias   | ISR                       | DNF  |         |

22./23. Juli

## Ergebnisse Frauen

### 100 m
| Platz | Athletin             | Land | Zeit (s) |
| ----- | -------------------- | ---- | -------- |
| 1     | Ivana Ilić           | SRB  | 11,48    |
| 2     | Olivia Fotopoulou    | CYP  | 11,51    |
| 3     | Milana Tirnanić      | SRB  | 11,53    |
| 4     | Lucija Potnik        | SVN  | 11,63    |
| 5     | Magdalena Lindner    | AUT  | 11,64    |
| 6     | Maja Mihalinec Zidar | SVN  | 11,76    |
| 7     | Kristen Radukanowa   | BUL  | 11,78    |
| 8     | Simay Özçiftçi       | TUR  | 11,83    |

Finale: 22. Juli
Wind: +0,1 m/s

### 200 m
| Platz | Athletin                  | Land | Zeit (s) |
| ----- | ------------------------- | ---- | -------- |
| 1     | Olivia Fotopoulou         | CYP  | 22,68    |
| 2     | Polyniki Emmanouilidou    | GRC  | 22,87    |
| 3     | Artemis-Melina Anastasiou | GRC  | 23,13    |
| 4     | Ivana Ilić                | SRB  | 23,41    |
| 5     | Simay Özçiftçi            | TUR  | 23,56    |
| 6     | Kristen Radukanowa        | BUL  | 23,65    |
| 7     | Maja Mihalinec Zidar      | SVN  | 23,84    |
| 8     | Tamara Milutinović        | SRB  | 23,88    |

23. Juli 2023
Zusammenfassung der besten acht aus den zwei Zeitläufen. Der Wind war im schnelleren Lauf mit fast allen vorderen platzierten Athletinnen nicht regelkonform.

### 400 m
| Platz | Athletin           | Land | Zeit (s) |
| ----- | ------------------ | ---- | -------- |
| 1     | Andrea Miklós      | ROU  | 51,75    |
| 2     | Kateryna Karpjuk   | UKR  | 52,89    |
| 3     | Tetjana Melnyk     | UKR  | 53,13    |
| 4     | Veronika Drljačić  | CRO  | 53,86    |
| 5     | Janet Richard      | MLT  | 53,92    |
| 6     | Kalliopi Kountouri | CYP  | 54,14    |
| 7     | Maja Ćirić         | SRB  | 54,17    |
| 8     | Aleksandra Pešić   | SRB  | 54,44    |

23. Juli
Zusammenfassung der besten acht aus den zwei Zeitläufen.

### 800 m
| Platz | Athletin                 | Land | Zeit (min) |
| ----- | ------------------------ | ---- | ---------- |
| 1     | Olha Ljachowa            | UKR  | 2:01,82    |
| 2     | Nina Vuković             | CRO  | 2:02,62    |
| 3     | Dilek Koçak              | TUR  | 2:02,93    |
| 4     | Georgia-Maria Despollari | GRC  | 2:03,70    |
| 5     | Jerneja Smonkar          | SVN  | 2:03,81    |
| 6     | Cristina Bălan           | ROU  | 2:04,42    |
| 7     | Irini Vasiliou           | GRC  | 2:04,89    |
| 8     | Veronika Sadek           | SVN  | 2:04,91    |

22. Juli

### 1500 m
| Platz | Athletin            | Land | Zeit (min) |
| ----- | ------------------- | ---- | ---------- |
| 1     | Şilan Ayyıldız      | TUR  | 4:17,52    |
| 2     | Sivan Auerbach      | ISR  | 4:17,78    |
| 3     | Lenuța Simiuc       | ROU  | 4:17,84    |
| 4     | Melissa Anastasakis | GRC  | 4:18,14    |
| 5     | Maria Florea        | ROU  | 4:19,76    |
| 6     | Gamze Bulut         | TUR  | 4:20,25    |
| 7     | Klara Andrijašević  | CRO  | 4:26,70    |
| 8     | Andreea Stavila     | MDA  | 4:36,99 PB |

23. Juli

### 3000 m
| Platz | Athletin            | Land | Zeit (min)  |
| ----- | ------------------- | ---- | ----------- |
| 1     | Luiza Gega          | ALB  | 09:21,48 CR |
| 2     | Burcu Subatan       | TUR  | 09:25,75    |
| 3     | Liza Šajn           | SVN  | 09:48,13    |
| 4     | Adrijana Pop Arsova | MKD  | 10:06,56    |
| 5     | Slađana Pejović     | MNE  | 11:09,08    |

22. Juli

### 5000 m
| Platz | Athletin      | Land | Zeit (min)  |
| ----- | ------------- | ---- | ----------- |
| 1     | Luiza Gega    | ALB  | 16:07,93    |
| 2     | Sümeyye Erol  | TUR  | 16:43,95    |
| 3     | Burcu Subatan | TUR  | 17:01,77    |
| 4     | Viva Kovač    | CRO  | 17:36,93 PB |
| 5     | Lisa Bezzina  | MLT  | 18:58,06    |

23. Juli

### 100 m Hürden
| Platz | Athletin           | Land | Zeit (s) |
| ----- | ------------------ | ---- | -------- |
| 1     | Natalia Christofi  | CYP  | 12,86    |
| 2     | Nika Glojnarič     | SVN  | 13,03    |
| 3     | Anamaria Nesteriuc | ROU  | 13,04    |
| 4     | Hanna Plotizyna    | UKR  | 13,11    |
| 5     | Dafni Georgiou     | CYP  | 13,15    |
| 6     | Milica Emini       | SRB  | 13,15    |
| 7     | Karin Strametz     | AUT  | 13,16    |
| 8     | Elisavet Pesiridou | GRC  | 13,19    |

23. Juli
Zusammenfassung der besten acht aus den drei Zeitläufen. Der Wind war in allen Rennen regelkonform.

### 400 m Hürden
| Platz | Athletin          | Land | Zeit (s) |
| ----- | ----------------- | ---- | -------- |
| 1     | Dimitra Gnafaki   | GRC  | 56,45    |
| 2     | Marija Burjak     | UKR  | 57,24    |
| 3     | Agata Zupin       | SVN  | 58,05    |
| 4     | Anna Berghii      | MDA  | 58,76    |
| 5     | Noah Levy         | ISR  | 58,87    |
| 6     | Vika Rutar        | SVN  | 59,24    |
| 7     | Kalypso Stavrou   | CYP  | 59,90    |
| 8     | Kristina Borukowa | BUL  | 60,09    |

22. Juli
Zusammenfassung der besten acht aus den zwei Zeitläufen.

### 3000 m Hindernis
| Platz | Athletin            | Land | Zeit (min) |
| ----- | ------------------- | ---- | ---------- |
| 1     | Luiza Gega          | ALB  | 09:21,53   |
| 2     | Tuğba Güvenç        | TUR  | 09:29,75   |
| 3     | Semra Karaslan      | TUR  | 09:47,76   |
| 4     | Andreea Stavila     | MDA  | 10:02,72   |
| 5     | Nikoleta Rafailaki  | GRC  | 10:10,90   |
| 6     | Mihaela Blaga       | ROU  | 10:15,97   |
| 7     | Isavella Kotsachili | GRC  | 10:25,79   |
| 8     | Redia Dauti         | ALB  | 10:48,59   |

22. Juli

### 4 × 100 m Staffel
| Platz | Land     | Athletin                                                              | Zeit (s) |
| ----- | -------- | --------------------------------------------------------------------- | -------- |
| 1     | Serbien  | Anja Lukić Ivana Ilić Tamara Milutinović Milana Tirnanić              | 44,65    |
| 2     | Rumänien | Emma Matyus Maria Bisericescu Anamaria Nesteriuc Marina Andreea Baboi | 45,79    |

22. Juli

### 4 × 400 m Staffel
| Platz | Land         | Athletin                                                               | Zeit (min) |
| ----- | ------------ | ---------------------------------------------------------------------- | ---------- |
| 1     | Ukraine      | Marija Burjak Tetjana Charaschtschuk Tetjana Melnyk Kateryna Karpjuk   | 3:31,88    |
| 2     | Griechenland | Dimitra Gnafaki Irini Vasiliou Georgia-Maria Despollari Despina Mourta | 3:33,35    |
| 3     | Kroatien     | Natalija Švenda Nicole Milić Nina Vuković Veronika Drljačić            | 3:40,19    |

23. Juli

### Hochsprung
| Platz | Athletin             | Land | Höhe (m) |
| ----- | -------------------- | ---- | -------- |
| 1     | Daniela Stanciu      | ROU  | 1,91     |
| 2     | Panagiota Dosi       | GRC  | 1,91     |
| 3     | Buse Savaşkan        | TUR  | 1,89     |
| 4     | Marija Vuković       | MNE  | 1,83     |
| 5     | Tatiana Gousin       | GRC  | 1,83     |
| 6     | Monika Podlogar      | SVN  | 1,79     |
| 7     | Sara Lučić           | BIH  | 1,79     |
| 8     | Sara Aščić           | CRO  | 1,75     |
| 8     | Despina Charalambous | CYP  | 1,75     |

23. Juli

### Stabhochsprung
| Platz | Athletin               | Land | Höhe (m) |
| ----- | ---------------------- | ---- | -------- |
| 1     | Eleni-Klaoudia Polak   | GRC  | 4,40     |
| 2     | Nikoleta Kyriakopoulou | GRC  | 4,30     |
| 3     | Jana Hladijtschuk      | UKR  | 4,20     |
| 4     | Demet Parlak           | TUR  | 4,15     |
| 5     | Sana Grillo            | MLT  | 3,40     |

22. Juli

### Weitsprung
| Platz | Athletin                | Land | Weite (m) |
| ----- | ----------------------- | ---- | --------- |
| 1     | Milica Gardašević       | SRB  | 6,91 PB   |
| 2     | Filippa Kviten          | CYP  | 6,42      |
| 3     | Neja Filipič            | SVN  | 6,40      |
| 4     | Milena Mitkowa          | BUL  | 6,37      |
| 5     | Vasiliki Chaitidou      | GRC  | 6,25      |
| 6     | Galina Nikolowa         | BUL  | 6,10      |
| 7     | Pantelitsa Charalambous | CYP  | 6,10 PB   |
| 8     | Brina Likar             | SVN  | 6,09 w    |

23. Juli

### Dreisprung
| Platz | Athletin              | Land | Weite (m) |
| ----- | --------------------- | ---- | --------- |
| 1     | Tuğba Danışmaz        | TUR  | 14,00     |
| 2     | Elena Taloș           | ROU  | 13,75     |
| 3     | Diana Ion             | ROU  | 13,61     |
| 4     | Gizem Akgöz           | TUR  | 13,59     |
| 5     | Eva Pepelnak          | SVN  | 13,52     |
| 6     | Anna Krassuzka        | UKR  | 13,48     |
| 7     | Aleksandrija Mitrović | SRB  | 13,43     |
| 8     | Marija Sinej          | UKR  | 13,25     |

22. Juli

### Kugelstoßen
| Platz | Athletin                   | Land | Weite (m) |
| ----- | -------------------------- | ---- | --------- |
| 1     | Dimitriana Bezede          | MDA  | 17,94     |
| 2     | Maria Mangoulia            | GRC  | 15,65     |
| 3     | Sopo Schatirischwili       | GEO  | 15,47     |
| 4     | Lucija Leko                | CRO  | 15,02     |
| 5     | Paraskeovulla Thrasyvoulou | CYP  | 14,56     |
| 6     | Estel Valeanu              | ISR  | 13,99     |
| 7     | Mirjana Dasović            | SRB  | 13,64     |
| 8     | Vesna Kljajević            | MNE  | 13,47     |

23. Juli

### Diskuswurf
| Platz | Athletin                   | Land | Weite (m) |
| ----- | -------------------------- | ---- | --------- |
| 1     | Özlem Becerek              | TUR  | 57,67     |
| 2     | Lucija Leko                | CRO  | 53,11     |
| 3     | Estel Valeanu              | ISR  | 52,91     |
| 4     | Djeneba Touré              | AUT  | 52,73     |
| 5     | Kristina Rakočević         | MNE  | 49,82     |
| 6     | Milica Poznanović          | SRB  | 48,67     |
| 7     | Paraskeovulla Thrasyvoulou | CYP  | 47,20     |
| 8     | Daria Chitu                | ROU  | 40,72     |

22. Juli

### Hammerwurf
| Platz | Athletin            | Land | Weite (m) |
| ----- | ------------------- | ---- | --------- |
| 1     | Zalina Marghieva    | MDA  | 67,00     |
| 2     | Olena Chamasa       | UKR  | 66,44     |
| 3     | Valentina Savva     | CYP  | 66,24     |
| 4     | Stavroula Kosmidou  | GRC  | 62,56     |
| 5     | Emilia Kolokotroni  | CYP  | 60,49     |
| 6     | Aleksandra Ivanović | SRB  | 58,22     |
| 7     | Lucija Pendić       | CRO  | 55,82     |

23. Juli

### Speerwurf
| Platz | Athletin         | Land | Weite (m) |
| ----- | ---------------- | ---- | --------- |
| 1     | Adriana Vilagoš  | SRB  | 60,62     |
| 2     | Martina Ratej    | SVN  | 58,58     |
| 3     | Eda Tuğsuz       | TUR  | 57,17     |
| 4     | Marija Vučenović | SRB  | 56,15     |
| 5     | Elina Tzengko    | GRC  | 55,47     |
| 6     | Hanna Hazko      | UKR  | 54,77     |
| 7     | Nina Rman        | SVN  | 50,82     |
| 8     | Marija Bogavac   | MNE  | 46,78     |

22. Juli

### Siebenkampf
| Platz | Athletin              | Land | Punkte  |
| ----- | --------------------- | ---- | ------- |
| 1     | Maja Bedrač           | SVN  | 5418 PB |
| 2     | Anastasia Dragomirova | GRC  | 5381    |
| 3     | Emma Matyus           | ROU  | 4919    |
| 4     | Sofia Kamperidou      | GRC  | 4913    |
| 5     | Wiwian Krastewa       | BUL  | 4899 PB |
| 6     | Ezgi Öz               | TUR  | 4770    |
| 7     | Anđela Drobnjak       | MNE  | 4762 PB |
|       | Ljiljana Matović      | MNE  | DNF     |

22./23. Juni